# Krajobraz po bitwie (album)
Krajobraz po bitwie - album studyjny polskiego rapera Mezo. Wydawnictwo ukazało się 20 maja 2014 roku nakładem wytwórni muzycznej My Music. Gościnnie w nagraniach wzięli udział John James, Doris, Hania Stach, Kasia "K8" Rościńska, Ewa Jach, Vito WS, Dj Skill, Doniu, Monika Palmowska, Patrycja Michalczak oraz Rafał Sekulak.
Album dotarł do 22. miejsca zestawienia OLiS.

## Lista utworów
Opracowano na podstawie materiału źródłowego.
1. "Intro - 1:51
2. "Krajobraz Po Bitwie" (gościnnie: John James) - 3:57
3. "Dziewczyna Z Tatuażem" (gościnnie: Doris) - 3:03
4. "Na Nowo" (gościnnie: Hania Stach) - 3:33
5. "Jedyna" (gościnnie: John James) - 3:45
6. "Muzyka, Sport, Motywacja" - 3:40
7. "Wchodzę Na Kort" (gościnnie: Kasia "K8" Rościńska) - 3:48
8. "Eyo" (gościnnie: John James) - 3:12
9. "Giełda Uczuć" (gościnnie: Ewa Jach) - 4:17
10. "Święty Spokój" - 4:36
11. "10 Rejs" (gościnnie: Vito WS i Dj Skill) - 4:12
12. "Pijemy-Żyjemy" (gościnnie: Doniu) - 3:28
13. "Co Poszło Dobrze" (gościnnie: Monika Palmowska i Patrycja Michalczak) - 3:21
14. "Ogień I Woda" (gościnnie: Kasia "K8" Rościńska) - 3:13
15. "Młody Bóg" (gościnnie: Rafał Sekulak) - 3:18
16. "Życie Jest Piękne" (gościnnie: Kasia "K8" Rościńska) - 4:04
17. "Ostatnia Przystań" (gościnnie: Ewa Jach) - 2:59